# 广西柳叶箬
广西柳叶箬（学名：Isachne guangxiensis）为禾本科柳叶箬属下的一个种。其种加词“guangxiensis”意为“广西的”。